# Hyphessobrycon scutulatus
Hyphessobrycon scutulatus és una espècie de peix de la família dels caràcids i de l'ordre dels caraciformes.

## Morfologia
- Els mascles poden assolir 3,5 cm de llargària total.
- Nombre de vèrtebres: 37 - 38.[4]

## Hàbitat
Viu a àrees de clima tropical.

## Distribució geogràfica
Es troba a Sud-amèrica: riu Tapajós (Brasil).